# Mañanísima
Mañanísima fue un programa de televisión argentino de espectáculos conducido por la actriz y comediante Carmen Barbieri, fue emitido de lunes a viernes por Ciudad Magazine desde agosto de 2021 hasta octubre de 2023 y desde finales de octubre de 2023 hasta marzo de 2025 en El Trece.

## Historia
El programa comenzó desde el lunes 9 de agosto de 2021, y es conducido por Carmen Barbieri, acompañando al periodista de chimentos Sebastián "Pampito" Perelló Aciar y la modelo influencer Estefanía Berardi. 
Sucintamente, a partir desde la temporada de verano 2022, los móviles de exterior mostrarán los estrenos de las obras teatrales desde: Mar del Plata, Villa Carlos Paz y Buenos Aires.
El 19 de octubre de 2023, Mañanísima, se despidió en Ciudad Magazine para volver al canal de aire El Trece, "Pampito" salió del panel, el cual se renovó al igual que la escenografía. Mientras que comenzó Empezar el día conducido por Yuyito González, en la misma señal.
El 24 de enero de 2025, Ángel de Brito y Laura Ubfal confirmaron en LAM la finalización de Mañanísima y cuál sería su reemplazo en eltrece. El 7 de marzo de 2025, finaliza Mañanísima y el 10 de marzo comienza Mujeres argentinas el nuevo programa de la conducción de María Belén Ludueña.

## Temporadas
| Temporada | Año  | Canal           | Rating prom. | Ref. |
| --------- | ---- | --------------- | ------------ | ---- |
| 1         | 2021 | Ciudad Magazine | 0.4          |      |
| 2         | 2022 | Ciudad Magazine | 0.2          |      |
| 3         | 2023 | Ciudad Magazine | 0.3          |      |
| 3         | 2023 | El Trece        | 3.5          |      |
| 4         | 2024 | El Trece        | 3.6          |      |
| 5         | 2025 | El Trece        | 2.3          |      |

## Secciones

### Mesa de noticias
La mesa central del programa, gira en torno a las últimas peripecias del mundo del espectáculo, bajo la mirada de los columnistas.

## Equipo

### Conducción
- Carmen Barbieri (2021-2025)

### Conductores de reemplazo
- Estefanía Berardi y «Pampito» (2021-2023)
- Matías Alé (2022)
- Diego Ramos (2024)
- Joaquín «El Pollo» Álvarez (2024)
- Maria Belén Ludueña (2024)
- Lucas Bertero (2024)
- Federico Seeber (2024-2025)
- Ignacio Otero (2025)

### Panelistas
- Sebastián «Pampito» Perelló Aciar (2021-2023)
- Estefanía Berardi (2021-2025)
- Diego Ramos (2023-2024)
- Ricardo Canaletti (2023-2024)
- Majo Martino (2023-2025)
- Lucas Bertero (2023-2025)
- Dr. Guillermo Capuya  (2023-2025)
- Hugo Lescano (2023-2025)
- Gabriel Cartañá (2023)
- Ignacio González Prieto (2024-2025)
- Federico Seeber (2024-2025)

### Cocineros
- Valentino Abray (2021-2023)
- Alejo Lagouarde (2021-2023)
- Samanta Casais (2021-2023)
- Facundo Confortola (2022-2023)
- Santiago del Azar (2022-2025)
- Alberto Martín (2023-2025)

### Cronistas
- Celina Hernández (2021-2023)
- Nahuel Granja (2022-2023)
- Cristhian Gassmann (2022-2023)
- Soledad Solaro (2023-2025)
- Mercedes Ninci (2024-2025)
- Matías Alé (2024-2025)
- Lucas Bertero (2025)

## Premios y nominaciones
| Año  | Premio                | Categoría                          | Receptor        | Resultado | Ref.  |
| ---- | --------------------- | ---------------------------------- | --------------- | --------- | ----- |
| 2024 | Premios Martín Fierro | Mejor Magazine                     | Mañanísima      | Ganador   | [ 1 ] |
| 2024 | Premios Martín Fierro | Mejor Labor en Conducción Femenina | Carmen Barbieri | Ganador   | [ 1 ] |